# Склименці
Склиме́нці — село в Україні, у Звенигородському районі Черкаської області, підпорядковане Стеблівській селищній громаді.

## Населення
На 2001 рік, 125 осіб. 

## Історія села
Село виникло у 1647-1650 роках. Саме в цей час зі Стеблева (який знаходився поруч) люди тікали від татар, й селилися в порослих ярах на території нинішнього села. Спочатку село називалося Клепане (в селі займалися клепанням обручів для діжок). Склименці вперше згадано у Руській метриці 1659 року. 
За місцевою легендою теперішня назва поселення виникла так: хутір і земля належали корсунському князю, але господарства там не було. У 1780 р. князь подарував цю землю своєму лакею Богуцькому. При оформленні документів у нотаріуса виникла потреба дати назву населеному пункту. Із жителів села князь знав лише Клима, по його імені й назвав хутір — Клименці. Пізніше до назви додалась літера «С» на початку.
За архівними даними, у 1795 р. маєток у Склименцях належав поміщику Воронецькому і входив до Стеблівського ключа, а потім село належало поміщиці княгині Яблоновській. У селі проживало 70 чоловіків і 61 жінка. У 1804 р маєток у княгині викупив поміщик Рогузький. На 1810 р. село належало поміщику Маєвському, у 1824 р. — знову поміщику Рогузькому. У 1844—1850 рр. власником села був Густав Невлінський. На 1864 р. у селі було 336 мешканців, 859 десятин землі, із них 237 — у користуванні селян. Село належало Сигізмунду Логвиновичу Невлінському.

| «Склименці в одній версті на південь від Хирівки. Жителів обох статей 336; землі 859 десятин, з якої 237 десятин в користуванні селян. Належить Сигізмунду Лонгиновичу Невлинському». — Лаврентій Похилевич |
За купчою кріпостю С. Л. Невлінський маєток у Склименцях продав своїй дружині і за даними на 1872 р. вона залишалась власницею маєтку. На 1916 р. у селі працювала школа грамоти. Власником маєтку був поміщик Фліге. У селі проживало селян 385 чоловіків і 354 жінки, які залишались парафіянами Різдво-Богородичної церкви с. Хирівки.

## Школа
До 1917 р. у селі діяла церковно-парафіяльна школа, у якій навчались 30-40 дітей. При сільській управі була бібліотека з питань сільського господарства.
У 1925–1927 рр. збудовано нову чотирирічну школу.

## Радянська влада
У ході масової колективізації УРСР 1930 р. в селі було організовано колгосп «Перше Травня», який у 1959 р. об'єднано з колгоспом ім. Шевченка с. Заріччя.
Було збудовано також: комору, млин, будинок культури, водонапірну башту, школу (пізніше реорганізовану в дитячий садок), колгоспні приміщення для утримання худоби, державну крамницю та бібліотеку, медпункт і виборчу дільницю в одній будівлі.

## Голодомор
У часи Голодомору 1932—1933 рр. померло 106 жителів села.

## Друга світова війна
У роки німецько-радянської війни 142 жителі села воювали проти нацистських окупантів. В Склименцях є братська могила загиблих у Другій світовій війні.
Село було звільнене від нацистських окупантів 17 лютого 1944 р. в ході Корсунь-Шевченківської операції (24 січня — 17 лютого 1944 р.).

## Церква
За відомими даними, церкви в селі ніколи не було. У XIX ст. парафіяни села були приписані до Хирівської (Зарічанської) Різдво-Богородицької церкви.

## Свята
Храмове свято в селі відзначають 21 вересня в день Різдва Пресвятої Богородиці (Друга Пречиста).

## Місцевість
Стара частина села розміщена в яру, а нова (новоселиця) на більш рівнішій території. Склименці з усіх сторін оточені полями та межують територіально із селами Шендерівка, Скрипченці, Сидорівка та Заріччя.
В селі за радянської влади було 8 доглянутих ставків, більшість з яких на сьогодні пересохли або перейшли у приватну власність. Зокрема, наповнені водою цілий рік тільки 3 з них. Існують і приватні невеликі ставочки (в кількості 3).

## Вулиці

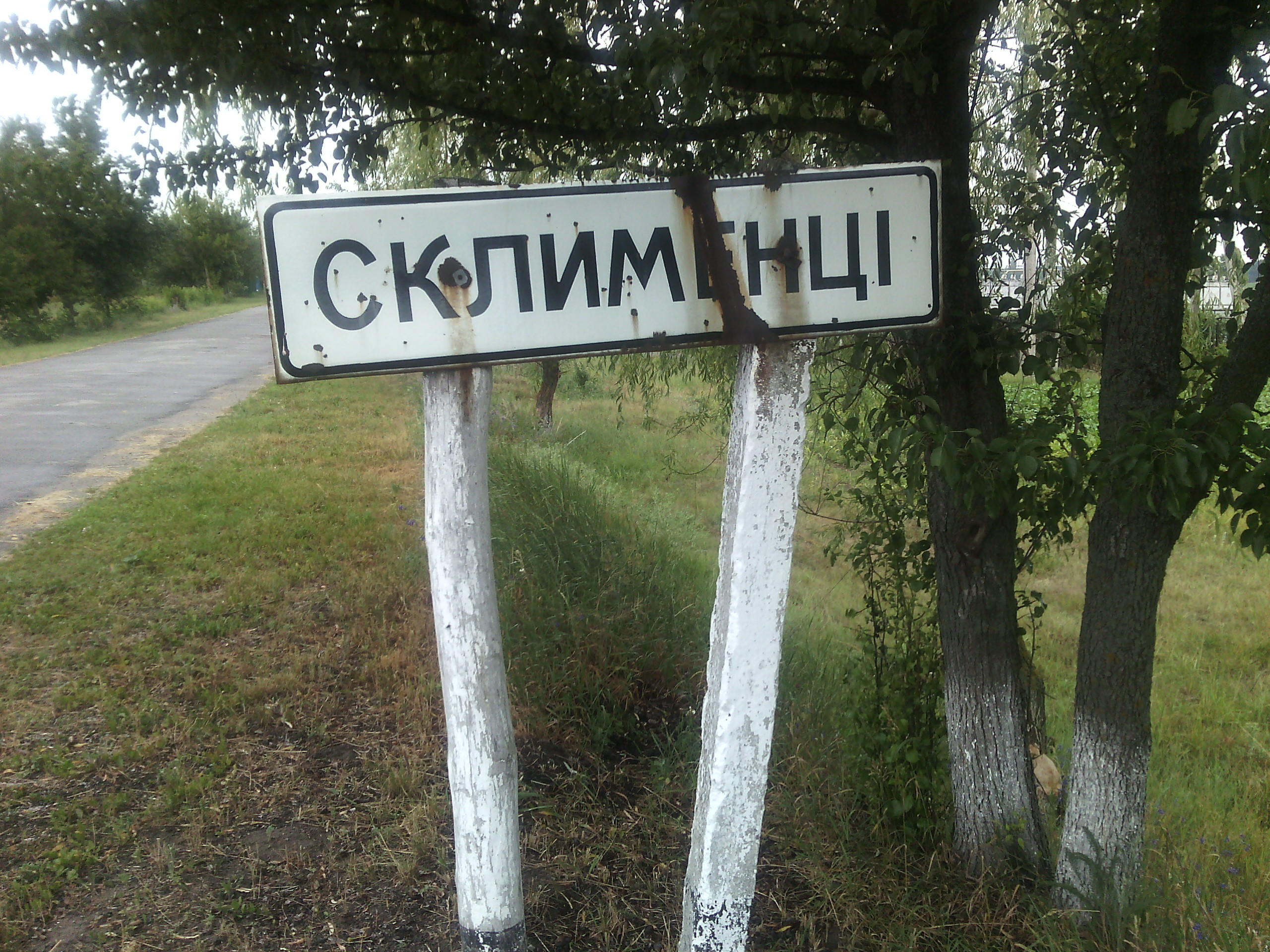
Знак при в'їзді до села

1. Незалежності (до декомунізації — Першотравнева) — головна;
2. Карпенківська — південно-східна, висока;
3. Польова — західна;
4. Берегова — східна;
5. Ковалівська — північно-західна;
6. Марченківська — південно-східна.

## Відомі люди
В селі народився Шабатин Полікарп Юхимович (09.03.1919 — 2007) — український поет, байкар. Лауреат літературної премії імені С.Олійника.

Шабатин П. Ю.

В селі помер князь Август Доброгост Яблоновський (3.08.1769 — 14.08.1791).